# 米爾日伊夫卡
48°55′38″N 27°8′18″E / 48.92722°N 27.13833°E
米爾日伊夫卡（烏克蘭語：Миржіївка），是烏克蘭西部的村莊，隸屬赫梅利尼茨基州的卡緬涅茨-波多利斯基區。該村始建於1376年，面積0.72平方公里，海拔高度234米，2001年人口76，人口密度每平方公里105.7人。